# Myndus camerunica
Myndus camerunica är en insektsart som beskrevs av Van Stalle 1986. Myndus camerunica ingår i släktet Myndus och familjen kilstritar. Inga underarter finns listade i Catalogue of Life.